# Acropomatiformes
Acropomatiformes zijn een orde van straalvinnige vissen.

## Taxonomie
De volgende taxa worden bij de orde ingedeeld:
- Familie Leptoscopidae Gill, 1859
- Familie Champsodontidae Jordan & Snyder, 1902
- Familie Hemerocoetidae Kaup, 1873
- Familie Creediidae Waite, 1899
- Familie Glaucosomatidae Jordan & Thompson, 1911
- Familie Pempheridae Bleeker, 1859
- Familie Lateolabracidae Ghedotti, Davis & Smith, 2018
- Familie Synagropidae Smith, 1961
- Familie Dinolestidae Whitley, 1948
- Familie Malakichthyidae Jordan & Richardson, 1910
- Familie Polyprionidae Bleeker, 1874
- Familie Bathyclupeidae Gill, 1896
- Familie Banjosidae Jordan & Thompson, 1912
- Familie Pentacerotidae Bleeker, 1859
  - Onderfamilie Histiopterinae Bleeker, 1876
  - Onderfamilie Pentacerotinae Bleeker, 1859
- Familie Ostracoberycidae Fowler, 1934
- Familie Epigonidae Poey, 1861
- Familie Symphysanodontidae Katayama, 1984
- Familie Howellidae Ogilby, 1899
- Familie Scombropidae Gill, 1862
- Familie Acropomatidae Gill, 1893